# 静的ウェブページ
静的ウェブページ（せいてきウェブページ、英語: static web page、flat page、stationary page）とは、ユーザーのブラウザにサーバー上に保存されたデータをそのまま変更せずに配信するタイプのウェブページのことである。ウェブアプリケーションにより配信時に生成される動的ウェブページと対比される。
その結果、静的ウェブページでは、Webサーバーで設定されていた場合にはcontent-typeや言語のコンテンツ・ネゴシエーションする機能を利用した上で、すべてのユーザーに対してすべてのコンテキストで同じ情報を表示する。

## 概要
.htmlで終わるURLは必ずしも静的ファイルとは限らないが、静的ウェブページでは、ほとんどの場合ファイルシステム上にファイルとして保存されたHTMLドキュメントである。しかし、広義の解釈では、データベースに保存されたウェブページや、テンプレートでフォーマットされアプリケーション・サーバーから配信されるページも静的ウェブページに含まれる。ただし、そのページが変更されずに、本質的には保存されたままのデータで配信される場合に限られる。
静的ウェブページは、コンテンツが変更されないか、変更されるとしてもまれな場合に適しているが、モダンなウェブテンプレートシステムはこの状況を変化させつつある。多数の静的ページを静的サイトジェネレーターのような自動化ツールなしで管理するのは現実的ではない。静的ページを管理するその他の方法としては、GatsbyJSなどのオンライン実行環境や、WordPressサイトを静的ウェブページに取り込むためにGitHubを利用できる可能性がある。個人設定やインタラクティブな機能はすべてクライアントサイドで実行しなければならないため、制限が存在する。

### 静的ウェブサイトの利点
- 動的ウェブサイトより高いセキュリティを提供する（動的ウェブサイトは、セキュリティホールが存在した場合にweb shell（英語版）攻撃のリスクが存在する）[7]
- 動的ウェブサイトに比べてエンドユーザーに対するパフォーマンスが向上する[8]
- データベース管理システムやアプリケーションサーバなどのシステム上の依存関係が少なくなったり0になる[9]
- ホスト環境の代わりにクラウドストレージを使用することでコストが削減できる[10]

### 静的ウェブサイトの欠点
- 動的な機能はクライアントサイドで実行する必要がある[6]